# Campionat del Món de ciclisme en contrarellotge femení sub-23
El Campionat del món de ciclisme en contrarellotge femení sub-23 és una de les curses ciclistes que formen part dels Campionats del món de ciclisme en contrarellotge. La cursa s'acostuma a desenvolupar-se al final de la temporada ciclista ordinària.
La primera edició es va córrer al 2022 i és una cursa reservada a ciclistes menors de 23 anys. A partir de 2025 està previst que es disputin de forma separada; de moment es competeix dins de la mateixa cursa del Campionat del Món de ciclisme en contrarellotge femení
És una competició organitzada per la Unió Ciclista Internacional i es disputa anualment en un país diferent. La prova es realitza en un circuit, i excepcionalment, per l'equip nacional (els ciclistes durant la resta de l'any participen sota el seu equip de marca).

## Campionat del Món en contrarellotge
| Any  | Ciutat          | Or                        | Plata                    | Bronze                    |
| 2022 | Wollongong, AUS | Vittoria Guazzini (ITA)   | Shirin van Anrooij (NED) | Ricarda Bauernfeind (GER) |
| 2023 | Glasgow, SCO    | Antonia Niedermaier (GER) | Cédrine Kerbaol (FRA)    | Julie de Wilde (BEL)      |
| 2024 | Zúric, SUI      | Antonia Niedermaier (GER) | Jasmin Liechti (SUI)     | Julie de Wilde (BEL)      |

## Classificació per país
| Posició | País          | Or | Plata | Bronze | Total |
| 1       | Alemanya      | 2  | 0     | 1      | 3     |
| 2       | Itàlia        | 1  | 0     | 0      | 1     |
| 3       | Països Baixos | 0  | 1     | 0      | 1     |
| 3       | França        | 0  | 1     | 0      | 1     |
| 3       | Suïssa        | 0  | 1     | 0      | 1     |
| 6       | Bèlgica       | 0  | 0     | 2      | 2     |